# Stazione di Aviano
La stazione di Aviano è una delle stazioni ferroviarie del Friuli-Venezia Giulia, in provincia di Pordenone, che si trova sulla linea ferroviaria Sacile - Pinzano.

## Storia
La stazione venne inaugurata il 28 ottobre 1930 quando venne aperto il tratto ferroviario che collegava la stazione di Sacile con la stazione di Pinzano.
Le cronache dell'epoca descrivono così l'intervento "Ad Aviano le accoglienze sono di un'entusiarmo indescrivibile. Lungo le pensiline è allineata tutta la popolazione, vecchi e bambini compresi".
Nel 1916 erano iniziati i lavori di costruzione della ferrovia per Pordenone, interrotti poi nel 1920 e mai più ripresi.

## Strutture e impianti
Il fabbricato viaggiatori si compone di due livelli. L'edificio è in muratura ed è tinteggiato di rosa. La struttura è composta da quattro aperture monofore sia al piano terra sia al primo piano.
La stazione disponeva di uno scalo merci con annesso magazzino: oggi (2010) lo scalo è stato in gran parte smantellato mentre il magazzino è stato convertito a deposito. L'architettura del magazzino è molto simile a quella delle altre stazioni ferroviarie italiane.
Il piazzale è composto da due binari. Nel dettaglio:
- Binario 1: su tracciato deviato; viene usato per gli incroci e le precedenze fra i treni.
- Binario 2: è il binario di corsa.

Entrambi i binari sono dotati di banchine collegate fra loro da un attraversamento a raso.
Dal Maggio 2019, l'area è in comodato al Comune di Aviano

## Movimento
Il servizio passeggeri regionale è svolto da Trenitalia lungo la relazione Sacile – Pinzano – Gemona. Dal luglio 2012 al 9 dicembre 2017, il servizio ferroviario è stato sostituito da autocorse; dal 10 dicembre 2017, il servizio nella stazione è ripreso, grazie alla parziale riapertura della ferrovia, tra Sacile e Maniago.
Dal 2018, tramite Fondazione Fs, sono previsti viaggi speciali rientranti nel progetto "binari senza tempo".

## Interscambi
In via Pordenone è presente una fermata autobus; situata a 400m dalla stazione FS.